# Дипилонские амфоры
Дипилонские амфоры (греч. Αμφόροι διπύλου) — аттические амфоры с росписью геометрического стиля. Такие амфоры были обнаружены в 1870 году немецкими археологами в Афинах, в районе керамика за городскими стенами, где располагался древний некрополь у Дипилонских (двойных) ворот античного города. Датируются VIII в. до н. э. Достигают 1,75 м в высоту.

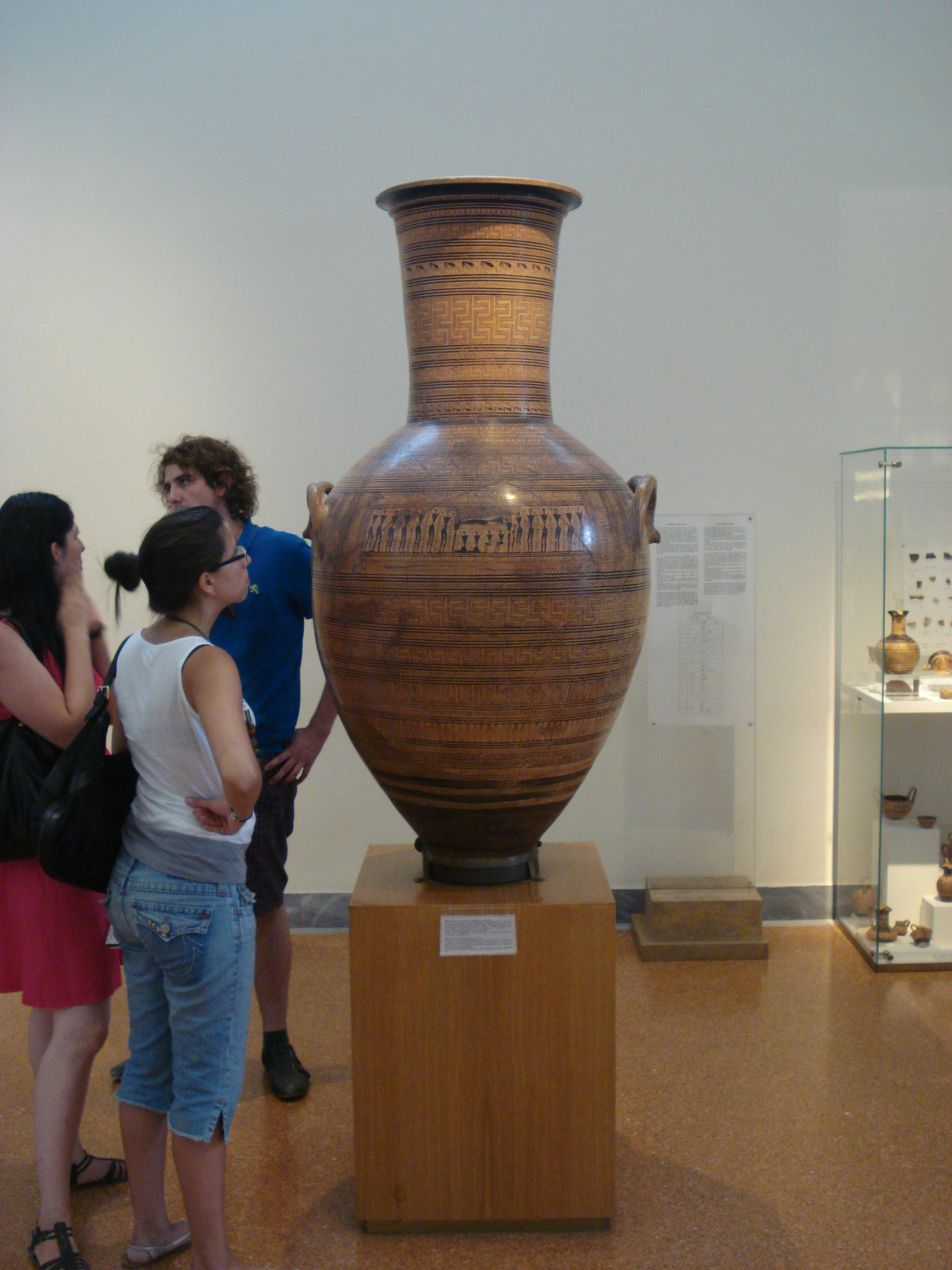
Большая дипилонская амфора. Ок. 760—750 гг. до н. э. Национальный археологический музей (Афины)

На некоторых из них имеются изображения погребальных сцен. Большие сосуды использовали в качестве надгробных памятников, малые, наполненные оливковым маслом, ставили на могилах. Керамические сосуды также применяли для хранения праха умерших (известен обычай детских захоронений в остродонных амфорах с отбитым днищем).

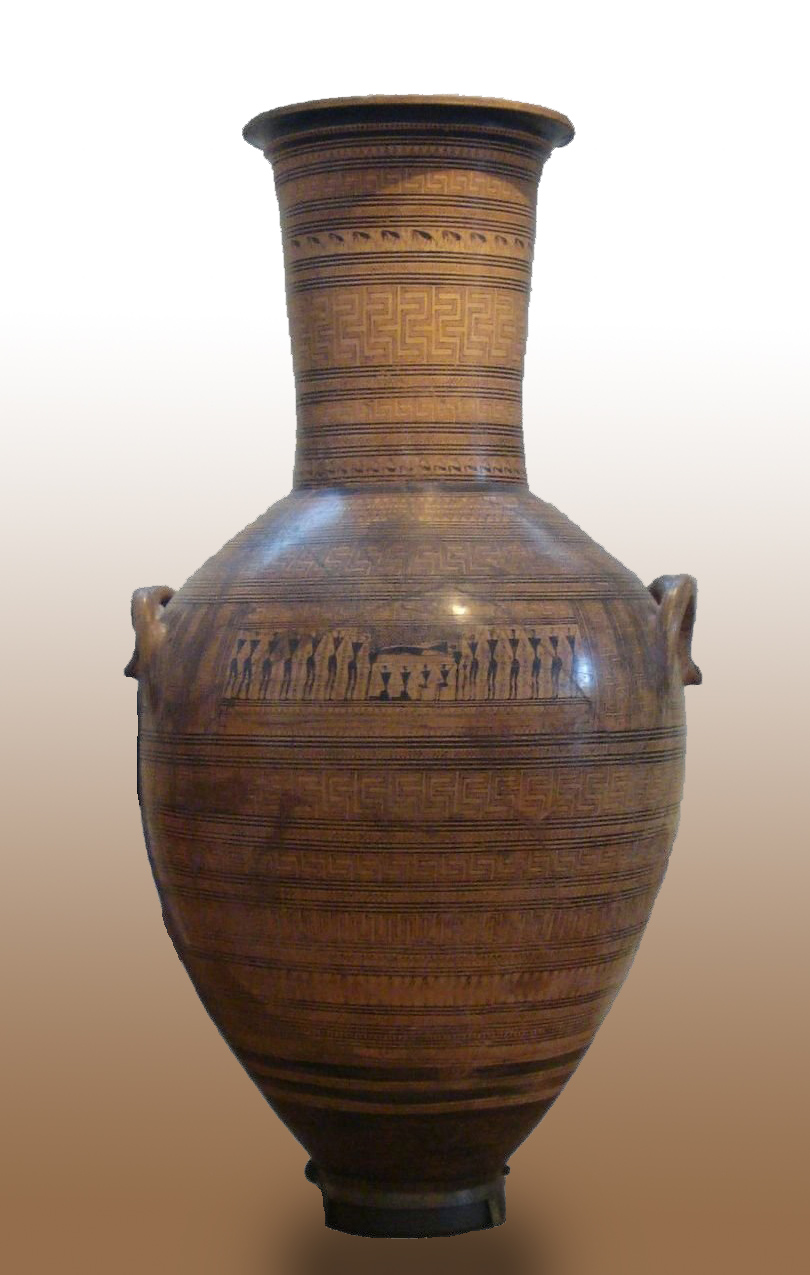
Надгробная аттическая амфора из Дипилона. Ок. 760—750 гг. до н. э.

Роспись дипилонских ваз выполнена «коричневатым лаком, обычно располагается на плечах или тулове сосуда. Она представляет незамысловатые композиции из выведенных циркулем, концентрически расположенных полукругов или кругов». Помимо окружностей, прямых и ломаных линий в подобных росписях встречаются геометризованные изображения человеческих фигур, животных, растений, солярные (окружность и ромб с точкой в середине) и водные («критская волна») знаки, меандр, заполненный характерной косой штриховкой, шахматный узор, «ёлочки», зигзаг и образуемые им треугольники вершиной вверх и вершиной вниз.
Сосуды геометрического стиля, в отличие от более ранних минойских ваз «живописного стиля» имеют подлинно монументальный характер. «По своей внутренней структуре, по своему простому, мощному ритму геометрическая керамика производит величественное впечатление». Горизонтальные полосы орнамента подчиняются ясным  пропорциональным отношениям: узкие (играющие роль модуля) целое число раз укладываются в более широких. Роспись «большой дипилонской вазы» словно «смонтирована из орнаментальных колец, нанизанных на одну вертикальную ось».
Так называемый «лак» на самом деле представляет собой разведённую водой смесь глины с древесной золой. После обжига такая краска приобретает коричневатый цвет. Элементы орнамента ритмически упорядочены и, вероятно, имеют не просто символическое, а культовое, обрядное значение. Технически их ритмическая упорядоченность порождена использованием гончарного круга и «момента вращения», что придаёт сосуду в целом, как форме, так и декору, тектоническое значение. Сама технология изготовления сосуда с помощью гончарного круга обеспечивает симметрию формы и элементов росписи относительно оси вращения и ясность членений: основание, тулово, завершение («шейка» и «венчик»). Горизонтальный, или «фризовый» способ расположения декора сочетается с «метопным». Горизонтальные полосы делятся вертикальными на ряд прямоугольных полей, похожих на метопы дорийского храма. Одинаковые элементы орнамента расположены зеркально «лицом друг к другу» либо попеременно, что создаёт сложный ритмический рисунок. В отдельных случаях возникает «перекличка» горизонтальных и вертикальных осей. Всё это придаёт простой геометрической орнаментации изысканный и совершенный в своём роде вид.
Помимо амфор афинские гончары и вазописцы изготавливали и расписывали в геометрическом стиле и другие типы сосудов, например кратеры и ойнохойи.

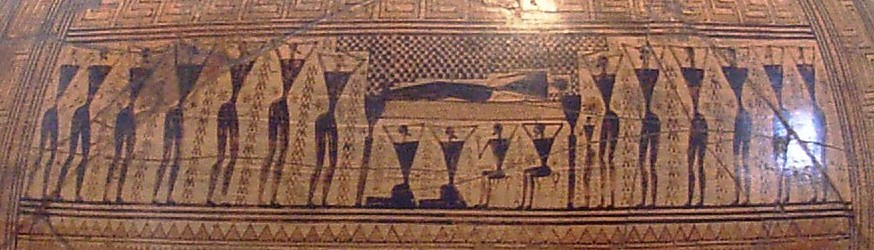
Деталь ритуальной сцены
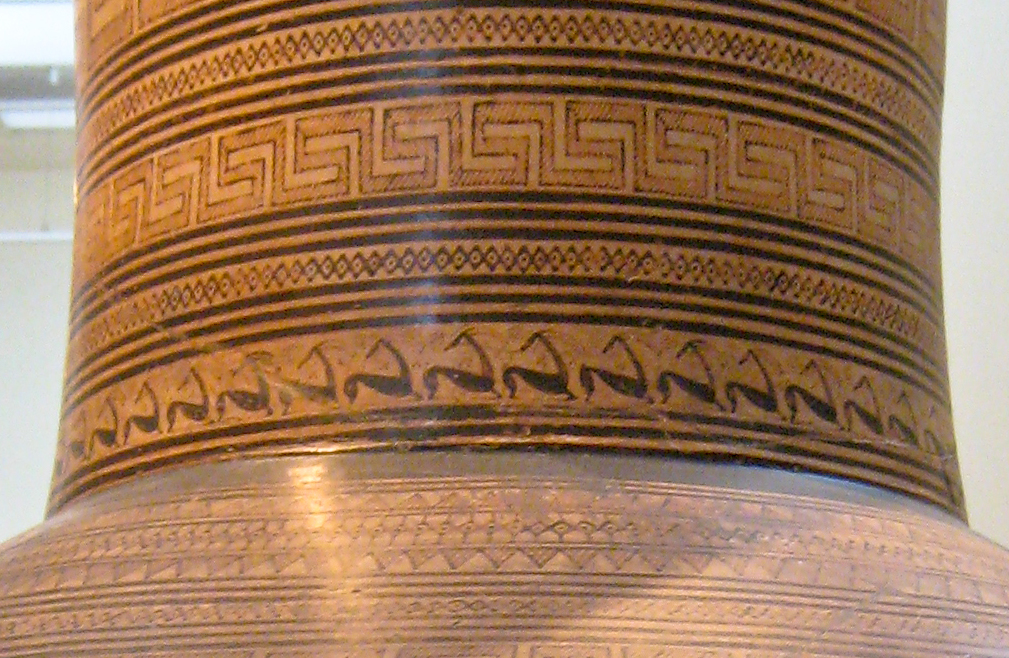
Деталь росписи шейки вазы